# 아이작 윌버
아이작 윌버(Isaac Wilbour, 1763년 4월 25일 ~ 1837년 10월 4일)은 미국의 정치인으로 제6대 로드아일랜드주 주지사이다.

## 경력
- 1805.10 ~ 1806.05 미국 로드아일랜드주 하원의원
- 1806.05 ~ 1807.05 제4대 로드아일랜드 부지사
- 1806.05 ~ 1807.05 제6대 로드아일랜드 주지사
- 1807.03 ~ 1809.03 제10대 미국 로드아일랜드 선거구 연방 하원의원
- 1810 ~ 1811 제7대 로드아일랜드 부지사
- 1819.05 ~ 1827.05 제34대 로드아일랜드 대법원장

## 역대 선거 결과
| 선거명      | 직책명                             | 대수 | 정당       | 득표율 | 득표수  | 결과 | 당락                         |
| ----------- | ---------------------------------- | ---- | ---------- | ------ | ------- | ---- | ---------------------------- |
| 1806년 선거 | 로드아일랜드 주지사                | 6대  | 민주공화당 | 0%     | 0표     | 1위  | 로드아일랜드 주지사 당선     |
| 1806년 선거 | 하원의원 (로드아일랜드 광역선거구) | 10대 | 민주공화당 | 24.43% | 1,630표 | 2위  | 로드아일랜드주 하원의원 당선 |
| 1808년 선거 | 하원의원 (로드아일랜드 광역선거구) | 11대 | 민주공화당 | 23.57% | 2,911표 | 3위  | 낙선                         |
| 1812년 선거 | 하원의원 (로드아일랜드 광역선거구) | 13대 | 민주공화당 | 20.73% | 3,154표 | 4위  | 낙선                         |